# Candor, Oise

Candor este o comună în departamentul Oise, Franța. În 1 ianuarie 2022 avea o populație de 319 de locuitori.